# جک ولش
جک ولش (انگلیسی: Jack Welch؛ زاده ۱۹ نوامبر ۱۹۳۵ – درگذشته ۱ مارس ۲۰۲۰) یک نویسنده و مدیر اهل ایالات متحده آمریکا بود. وی یکی از مدیران سرشناس اسبق شرکت جنرال الکتریک بود.